# یواس‌اس اونیدا (ای‌پی‌ای-۲۲۱)
یواس‌اس اونیدا (ای‌پی‌ای-۲۲۱) (به انگلیسی: USS Oneida (APA-221)) یک کشتی بود که طول آن ۴۵۵ فوت (۱۳۹ متر) بود. این کشتی در سال ۱۹۴۴ ساخته شد.